# Cao Tianqin
Cao Tianqin (en chino simplificado, 曹天钦; 5 de diciembre de 1920 - 8 de enero de 1995), también conocido como Tien-chin Tsao, fue un bioquímico chino y profesor en el Instituto de Bioquímica de Shanghái. Con un enfoque de investigación en la proteína muscular, descubrió la cadena ligera de miosina y fue pionero en el estudio de la tropomiosina y la paramiosina utilizando microscopios electrónicos. Fue un firme defensor y líder principal en la síntesis de insulina, y encabezó la investigación de los fitovirus en China.
Académico de la Academia China de Ciencias (CAS) y miembro extranjero de la Real Academia Sueca de Ciencias de la Ingeniería, se desempeñó como presidente de la Sucursal de Shanghái de la CAS. Fue el esposo de la renombrada física Xie Xide.

## Primeros años
Cao nació en Beijing el 5 de diciembre de 1920. Ingresó a la escuela secundaria afiliada de la Universidad de Yenching en 1932 y fue admitido en el Departamento de Química de la Universidad de Yenching en 1935. Durante la segunda guerra sino-japonesa, dejó Beijing, ocupada por los japoneses, para ir al interior de "China Libre" en 1941. Cuando Yenching reabrió en Chengdu en 1943, reanudó sus estudios y se graduó en 1944. Durante los dos años siguientes, trabajó en la Oficina de Cooperación Sino-Británica en la capital de guerra de China, Chongqing, donde ayudó a Joseph Needham a investigar la historia de la ciencia en China.

## Carrera
Después del final de la Segunda Guerra Mundial, recibió una beca del British Council en 1946 por recomendación de Needham y estudió con el bioquímico Kenneth Bailey en la Universidad de Cambridge. En Cambridge descubrió la cadena ligera de miosina, una subunidad de la molécula de proteína miosina, y esto se considera su contribución más importante. En 1951, obtuvo su Ph.D. y fue elegido miembro del Gonville and Caius College, un honor poco común para una persona no británica. Se casó con la científica china Xie Xide en Cambridge en 1952.
Por invitación de Wang Yinglai, Cao regresó a China en octubre de 1952 para trabajar en el Instituto de Fisiología y Bioquímica de Shanghái y más tarde en el Instituto de Bioquímica de Shanghái, donde continuó su investigación sobre las proteínas musculares. Él y sus estudiantes fueron pioneros en el estudio de la tropomiosina y la paramiosina utilizando microscopios electrónicos. También fue un firme defensor y líder principal para la síntesis de insulina, y encabezó la investigación en fitovirus.
Cao fue nombrado vicepresidente del Instituto de Bioquímica de Shanghái en 1960 y ocupó el cargo hasta 1984. También enseñó en la Universidad Fudan y en la Universidad de Ciencia y Tecnología de Shanghái. Muchos de sus estudiantes más tarde se convirtieron en científicos destacados, incluidos los académicos Zhang Youshang, Qi Zhengwu y Li Zaiping, y el explorador Peng Jiamu. Zhang recordó más tarde las animadas conferencias de Cao en las que explicaba el ADN y las proteínas utilizando referencias a Romeo y Julieta y el Tao Te Ching.
Durante la Revolución Cultural, Joseph Needham fue acusado de ser un espía británico, y Cao fue severamente perseguido y encarcelado por su asociación con Needham. Esto causó daños a largo plazo a su salud y, en la opinión de Zhang Youshang, llevó a su muerte relativamente temprana.
En 1973, Cao participó en la investigación del antiguo cadáver de las tumbas de la dinastía Han en Mawangdui. Después del final de la Revolución Cultural, Cao fue rehabilitado políticamente y recibió un Premio Nacional de Logro Científico en 1978, y fue elegido académico de la CAS en 1980. A mediados de la década de 1980, se desempeñó como presidente de la Sucursal de Shanghái de la CAS.

## Muerte
Cao murió el 8 de enero de 1995 en Shanghái, a la edad de 74 años. Después de su muerte, se celebraron una serie de simposios conmemorativos sobre la investigación de proteínas en su memoria. La cuarta edición se celebró en diciembre de 2010.